# Asioreas tianshanica
Asioreas tianshanica är en tvåvingeart som först beskrevs av Brodskij 1930.  Asioreas tianshanica ingår i släktet Asioreas och familjen Blephariceridae. Inga underarter finns listade i Catalogue of Life.